# Nanchez
Nanchez é uma comuna francesa na região administrativa da Borgonha-Franco-Condado, no departamento de Jura. Estende-se por uma área de 31.65 km². Em 2010 a comuna tinha 832 habitantes (densidade: 26,3 hab./km²).
Foi criada em 1 de janeiro de 2016, a partir da fusão das antigas comunas de Chaux-des-Prés e Prénovel. Posteriormente, em 1 de janeiro de 2019, também incorporou a antiga comuna de Les Piards e Villard-sur-Bienne.